# Depresanty
Depresanty – grupa środków psychoaktywnych działających depresyjnie na ośrodkowy układ nerwowy (uspokajająco, relaksująco, usypiająco, przeciwlękowo i spowalniająco). 
Depresanty są często nadużywane (alkohol etylowy jest najpopularniejszym z nich). W dużej dawce mogą powodować utratę świadomości lub nawet śmierć. 
Nie należy łączyć działania depresantów z objawami depresji, jednej z postaci zaburzeń afektywnych; są to pojęcia niezwiązane ze sobą. Antydepresanty, leki stosowane w depresji, nie mają działania antagonistycznego w stosunku do depresantów.

## Przykłady
- benzodiazepiny
- barbiturany
- alkohol etylowy
- opioidy (morfina, kodeina, heroina)
- GHB i GBL